# Skóra wiotka
Skóra wiotka (łac. cutis laxa) – grupa wrodzonych lub nabytych chorób, których wspólnym mianownikiem jest występowanie nadmiernej wiotkości skóry.
Cutis laxa to zaburzenie, w którym skóra staje się mało elastyczna i zawiesza się w postaci luźno zwisających fałdów, co jest szczególnie nasilone w miejscach ubogich w tkankę podskórną (powiekach, płatkach usznych, twarzy, szyi).

## Etiologia
Przyczyny choroby nie są znane. Przypadki wrodzone są związane z mutacjami genu elastyny lub fibuliny typu 5 (FBLN5). W tym ostatnim wypadku stwierdzono substytucję seryny proliną w FBLN5.
Badania histopatologiczne skóry wykazują zmiany w ilości i jakości włókien elastyny, włókna której występują w zmniejszonej ilości i są rozfragmentowane.
Ostatnio wykazano u chorych niedobór miedzi (choć poziom tego pierwiastka w surowicy krwi może być prawidłowy), oksydazy lizylowej, katalizującej oksydacyjną dezaminację łańcuchów bocznych lizyn, warunkujących powstawanie wiązań poprzecznych elastyny i kolagenu.
Miedź jest kofaktorem zarówno oksydazy lizylowej, jak i elastaz. W hodowli fibroblastów skóry u pacjentów ze skórą wiotką wykazały nadmierną aktywność elastaz.
Reasumując, przyczyna choroby jest nieznana, ale jej wystąpienie zależy od wystąpienia czynników powodujących zaburzenie syntezy, stabilizacji lub degradacji elastyny.

## Epidemiologia
Postaci dziedziczne są częstsze niż nabyte i postać o dziedziczeniu recesywnym jest najcięższą postacią przebiegającą najczęściej z zajęciem narządów wewnętrznych. Nie obserwuje się różnic rasowych ani płciowych w częstości występowania choroby. Objawy występują od dzieciństwa, w postaciach nabytych ujawniają się u dorosłych i często są poprzedzone objawami zapalnymi skóry (pokrzywka, wyprysk, rumień wielopostaciowy). Opisano także przypadki występowania choroby jako reakcji na stosowanie penicyliny. Choroba występuje częściej u chorych z chorobą Wilsona, co związane jest z postępowaniem leczniczym wpływającym na gospodarkę miedzią.

## Objawy i przebieg
Skóra jest luźna, mało elastyczna, pojawiają się zmarszczki, które pogłębiają się, także skóra zaczyna zwisać w postaci wiotkich fałdów, dlatego pacjenci wydają się znacznie starsi niż wskazuje ich rzeczywisty wiek. Każda część ciała może być zajęta chorobą, jednak zmiany są najbardziej widoczne wokół oczu, twarzy, szyi, ramion i ud. Czasami pierwsze objawy występują na twarzy i stopniowo rozszerzają się obwodowo. Zaburzenia sprężystości elastyny mogą również powodować objawy ze strony narządów wewnętrznych:
- uchyłki przewodu pokarmowego
- wypadanie odbytnicy
- rozstrzenie płuc
- rozedma płuc
- powiększenie serca (kardiomiopatie)
- zwichnięcie stawu biodrowego
- opóźnienie lub zahamowanie wzrostu
- przepuklina ściany brzucha (pępkowa, pachwinowa, udowa)
- tętniaki[3]

## Rozpoznanie
Chorobę rozpoznaje się na podstawie charakterystycznego obrazu klinicznego. W postaciach dziedzicznych ważny jest wywiad rodzinny, który wskazuje na istnienie choroby u innych członków rodziny. W postaciach nabytych konieczne jest wykluczenie schorzeń, które mogą wyzwalać skórę wiotką. Do tej pory opisano wystąpienie tego schorzenia współistniejącego z:
- niedobór α-1 trypsyny
- amyloidoza[4]
- szpiczak mnogi[5]
- sarkoidoza[6]
- toczeń rumieniowaty układowy

## Leczenie
Nie jest znany sposób leczenia choroby. W ostrej fazie choroby, ale także w celu zapobiegania postępowi choroby stosuje się dapson. Możliwa jest chirurgiczna korekcja defektów skóry z zastosowaniem procedur chirurgii plastycznej. Toksyna botulinowa jest stosowana celem poprawy efektu kosmetycznego. Zaprzestanie palenia tytoniu jest korzystne aby zapobiegać progresji choroby.